# Ковалівка (Одеський район)
Ковалі́вка — село в Україні, в Усатівській сільській громаді Одеського району Одеської області. Населення становить 223 особи.

## Історія
Село засноване у 1805 році.
17 липня 2020 року, в результаті адміністративно-територіальної реформи та ліквідації Біляївського району, село увійшло до складу Одеського району, а Усатівська сільська рада об'єднана з Усатівською сільською громадою.

## Населення
За переписом 1989 року населення села становило 241 особа, з яких 114 чоловіків та 127 жінок.
За переписом населення 2001 року в селі мешкали 222 особи.

## Мова
Розподіл населення за рідною мовою за даними перепису 2001 року:
| Мова       | Відсоток |
| ---------- | -------- |
| українська | 91,03 %  |
| російська  | 6,73 %   |
| румунська  | 1,79 %   |
| білоруська | 0,45 %   |

## Галерея

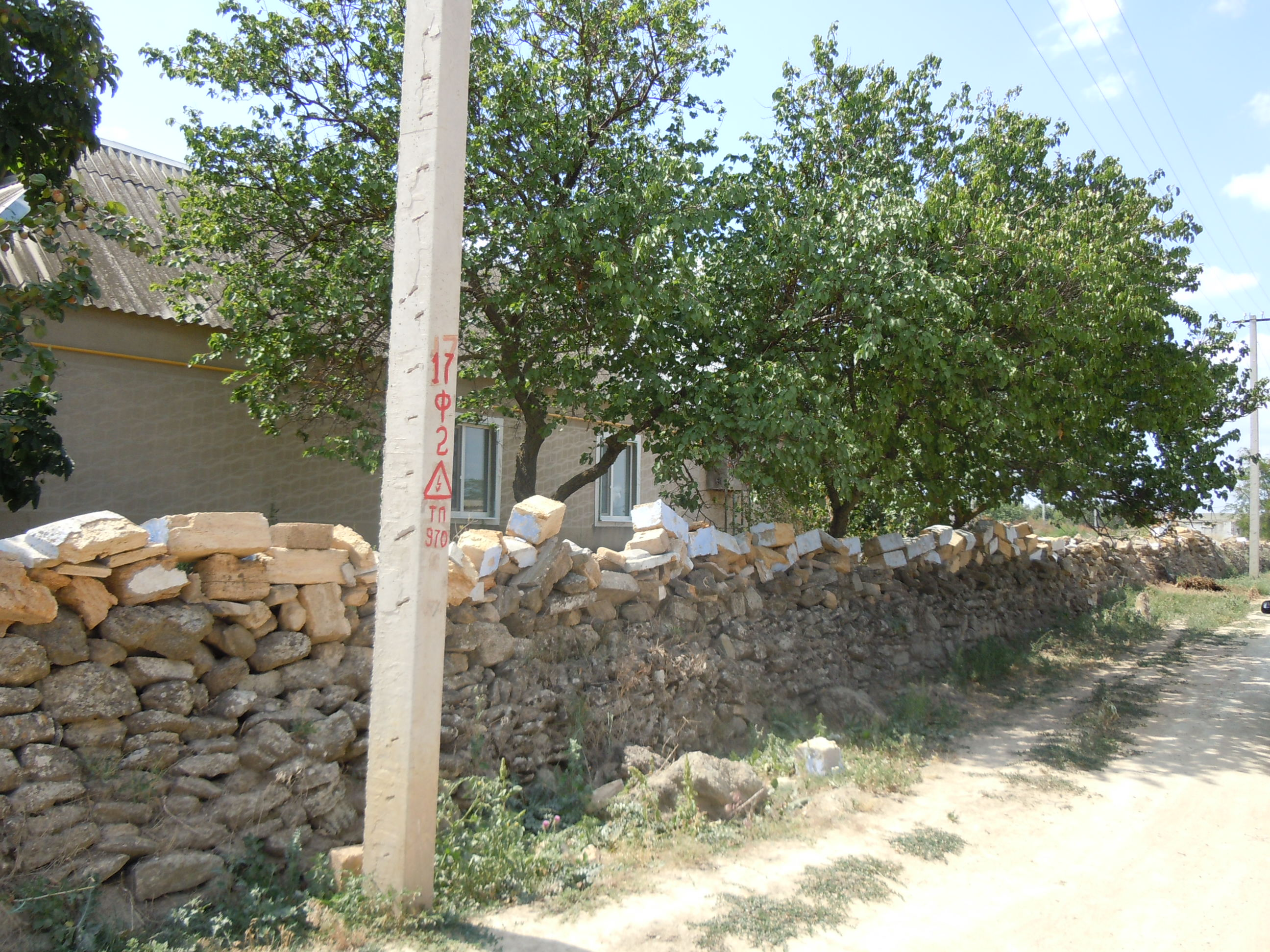
Вулиця в Ковалівці
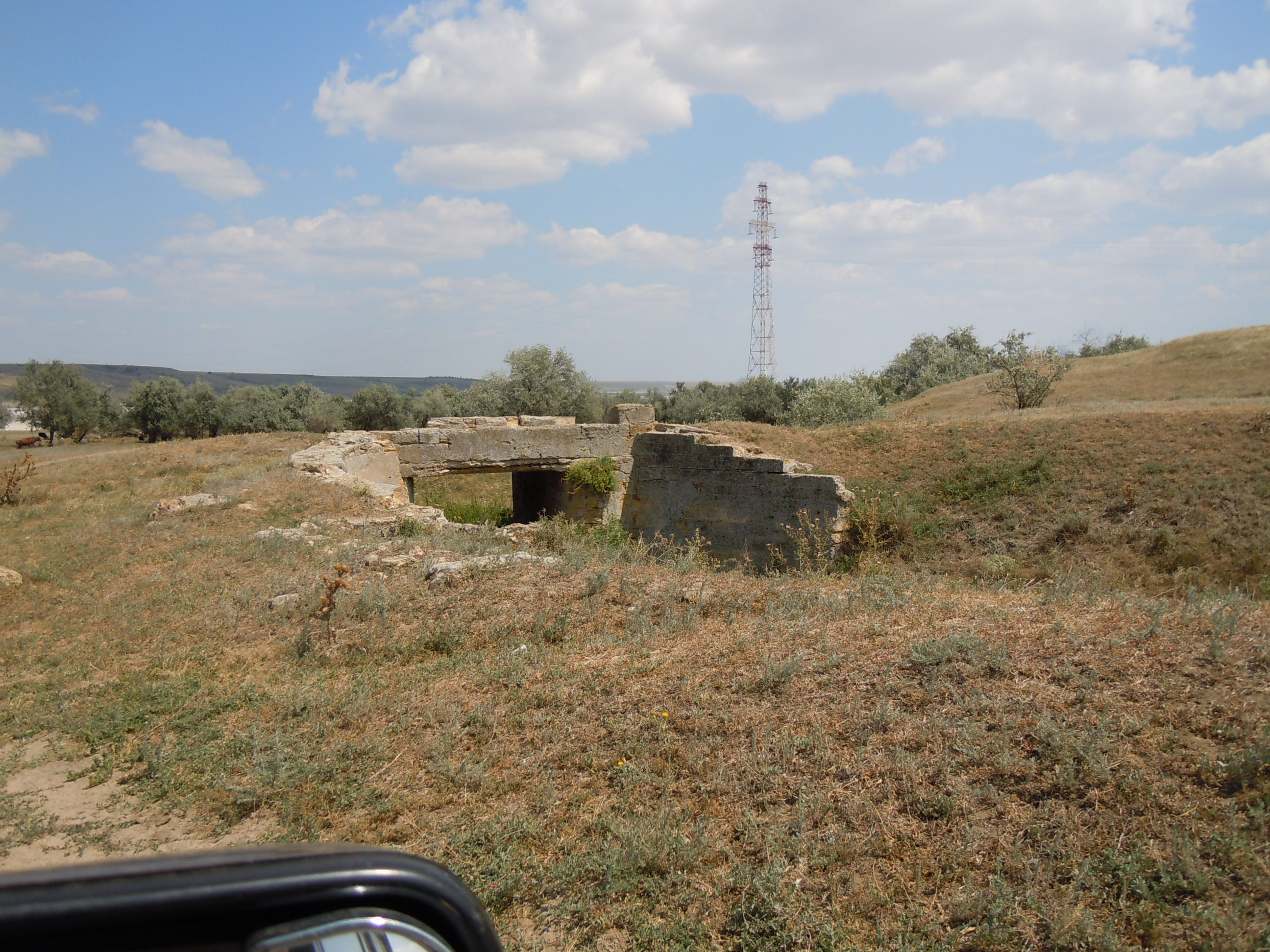
Старий міст в Ковалівці